# Pichasca
Pichasca es un pueblo de la comuna de Río Hurtado, dentro de la Provincia de Limarí, perteneciente a la Región de Coquimbo, está situada en la ribera del Río Hurtado cual pasa por toda la comuna al igual que la Ruta D-595 que la conecta. Pichasca está localizada a 123 km de la Conurbación de La Serena - Coquimbo (Capital regional) y a 9,7 km de Samo Alto (Ciudad más cercana). Cuenta con una población de 426 habitantes según el Instituto Nacional de Estadísticas.

## Historia
El pueblo de Pichasca fue fundado por las cercanías de Samo Alto, antiguamente solía ser la capital de la comuna de Samo Alto (Actual Río Hurtado) hasta 1988, donde el decreto DL N.º 18.715 donde se colocaría a Samo Alto como cabecera.

## Turismo
el poblado aguarda el Monumento Natural de Pichasca a unos 5,3 km de distancia, donde se encontraron restos de Abelisaurioidea, una especie que se creía que no estaba presente en la región.

## Ubicación
Pichasca está ubicada en la comuna de Río Hurtado, cual solamente se accede por la Ruta D-595, tomando un desvío en las ciudades de Ovalle o Vicuña, topandose con las localidades de Samo Alto, Serón, Tabaqueros o Hurtado.

## Demografía
| Gráfica de evolución demográfica de Pichasca entre 2002 y 2017 |
|                                                                |
| Fuente: Instituto Nacional de Estadísticas                     |